# Gerhard Scheller
Gerhard Scheller (Nuremberg, 19 d'octubre de 1958) va ser un ciclista alemany, que va destacar en el ciclisme en pista. Als Campionats del món de 1983, va guanyar la medalla de plata en Quilòmetre contrarellotge. Va participar en els Jocs Olímpics de Los Angeles de 1984.

## Palmarès
- 1977
  -  Campió d'Alemanya amateur en Velocitat
- 1979
  -  Campió d'Alemanya amateur en Velocitat
  -  Campió d'Alemanya amateur en Quilòmetre Contrarellotge
- 1983
  -  Campió d'Alemanya amateur en Velocitat